# Wilfried Poßner
Wilfried Poßner (* 13. September 1949 in Neustadt an der Orla) war 1985 bis 1989 Vorsitzender der Pionierorganisation „Ernst Thälmann“ und 1989 bis 1990 Staatssekretär in der Regierung Modrow der DDR.

## Leben
Poßner, Sohn einer Arbeiterfamilie, besuchte von 1964 bis 1968 die EOS in Pößneck und durchlief gleichzeitig eine Berufsausbildung zum Maurer. Von 1968 bis 1970 leistete er 18 Monate Wehrdienst bei den Grenztruppen der NVA. Er wurde als Gefreiter entlassen und war später Oberleutnant der Reserve. Er trat 1964 der FDJ und 1969 der SED bei. Von 1970 bis 1974 studierte er an der Pädagogischen Hochschule Potsdam, wo er bis 1976 FDJ-Sekretär war. 1976 bis 1979 war er Aspirant an der Akademie für Gesellschaftswissenschaften beim Zentralkomitee der KPdSU und wurde zum Dr. phil. promoviert. 
Danach war er Leiter der Abteilung Studenten und von Dezember 1980 bis 1989 Sekretär und Mitglied des Büros des Zentralrates der FDJ. Vom 15. Februar 1985 bis 1989 war er gleichzeitig als Nachfolger von Helga Labs Vorsitzender der Pionierorganisation „Ernst Thälmann“. Er war 1984 bis 1986 Mitglied der Jugendkommission beim Politbüro des Zentralkomitees der SED und 1986 bis 1989 Mitglied des ZK der SED sowie 1986 bis 1990 Abgeordneter der Volkskammer. 
Am 17. Dezember 1989 schlug Ministerpräsident Hans Modrow auf der 12. Tagung der Volkskammer vor, einen Minister für Bildung und Jugend in der neuen Regierung vorzusehen. Im Ergebnis der Koalitionsverhandlungen benannte die SED für diese Funktion den Abgeordneten Wilfried Poßner von der FDJ-Fraktion. Zum Minister wurde dann aber am 19. November 1989 Hans-Heinz Emons gewählt. Am 30. November 1989 wurde er schließlich Staatssekretär und Leiter des neugeschaffenen Amtes für Jugend und Sport beim Ministerrat der DDR und behielt dieses Amt bis zum April 1990.
Wilfried Poßner arbeitet heute als freiberuflicher Dozent im Bereich der Erwachsenenweiterbildung im Landkreis Potsdam-Mittelmark.

## Auszeichnungen
- Verdienstmedaille der DDR
- Artur-Becker-Medaille in Gold

## Schriften
- Immer bereit. Parteiauftrag: kämpfen, spielen, fröhlich sein, edition ost, Berlin 1995, ISBN 3-929161-38-9
- Wenn die Sterne untergehen,  Drei Kastanien Verlag, Wittenberg 2012, ISBN 3-942005-27-1